# CD-Action
CD-Action est un magazine mensuel polonais, consacré aux jeux vidéo, édité par Wydawnictwo Bauer.

## Histoire
Le magazine est vendu avec un CD de jeu puis un DVD jusqu'en 2018 où il est remplacé par un code de téléchargement à gratter.